# Bloomberg Radio
Bloomberg Radio, auch Bloomberg Radio Network, ist der Hörfunk Programmproduzent für Finanznachrichten des Medienunternehmens Bloomberg.
Das Unternehmen produziert ein 24-Stunden-Programm mit Wirtschaftsnachrichten und Berichten von lokalen, nationalen und internationalen Finanzmärkten. Laut der Seite "United Stations" ist Bloomberg der führende Anbieter für Wirtschaftsnachrichten im US-Radio. Das Programm oder Teile davon werden als Syndicated Content von über 300 US-Stationen übertragen (u. a. KEXB). Alle CBS "All-News-Stations" (inklusive WCBS und WINS in New York) sowie zahlreiche "All-News-Stations" von iHeartMedia nutzen Bloomberg Radio als Zulieferer für Wirtschaftsnachrichten.
Zu den angebotenen Formaten gehören kurze Übersichten, wie "Market Minutes" und Brachennachrichten wie "The Business of Sports." Bloomberg bietet auch Langform Wirtschafts-Sendungen an.

## Bloomberg-Stationen
Direkt betreibt Bloomberg vier eigene Stationen: 
- WBBR auf MW 1130 kHz in New York City
- WXKS-AM auf MW 1200 kHz in Newton, Massachusetts für die Boston Area
- KNEW auf MW 960 kHz aus Oakland, Kalifornia für die San Francisco Bay Area und
- WDCH-FM  auf UKW 99,1 MHz in Bowie, Maryland für Baltimore und Washington, D.C.